# Pilulă contraceptivă orală combinată
Pilula contraceptivă orală combinată (PCOC) este o metodă medicamentoasă de contracepție, care se realizează prin administrare orală și este destinată femeilor. O astfel de pilulă conține o combinație fixă dintr-un estrogen (adesea se utilizează etinilestradiol) și un progesteron (de exemplu: gestoden, desogestrel, levonorgestrel).
Contraceptivele orale combinate se află pe lista medicamentelor esențiale ale Organizației Mondiale a Sănătății.

## Utilizări medicale
Contraceptivele orale combinate sunt medicamente cu administrare orală, destinate a fi administrate în fiecare zi la aceeași oră, cu scopul prevenirii sarcinilor. Există mai multe formulări diferite pentru COC, însă majoritatea se administrează pe o durată de 28 de zile. Pentru primele 21 de zile, pilulele conțin hormonii (un estrogen și un progesteron), iar pentru restul de 7 zile ele nu conțin hormoni. Unele formulări conțin doar 21 de pilule, iar în celelalte 7 zile fie nu se mai administrează, fie pot fi utilizate pilule placebo sau inactive farmacologic. 